# Miradoux
Miradoux este o comună în departamentul Gers din sudul Franței. În 2009 avea o populație de 531 de locuitori.

## Evoluția populației
| An        | 1975 | 1982 | 1990 | 1999 | 2006 | 2009 |
| --------- | ---- | ---- | ---- | ---- | ---- | ---- |
| Populație | 654  | 647  | 594  | 497  | 515  | 531  |